# Nadsański Bank Spółdzielczy
Nadsański Bank Spółdzielczy, SANBank – bank spółdzielczy z siedzibą w Stalowej Woli, powiecie stalowowolskim, województwie podkarpackim, w Polsce. Bank zrzeszony jest w Grupie Banku Polskiej Spółdzielczości S.A.

## Historia
10 kwietnia 1927 został zarejestrowany Bank Ludowy w Rozwadowie (od 1973 dzielnica Stalowej Woli). Po transformacji ustrojowej w Polsce i wprowadzeniu w 1990 do prawa bankowego rozwiązań wolnorynkowych, nastąpił rozwój banku. Przyłączono wówczas do banku banki spółdzielcze z powiatów stalowowolskiego, niżańskiego i leżajskiego. W 2010 Komisja Nadzoru Finansowego wyraziła zgodę na rozszerzenie działalności banku na cały kraj. W 2011 zmieniono nazwę na Nadsański Bank Spółdzielczy oraz przyjęto nazwę marketingową SANBank.

## Władze
W skład zarządu banku wchodzą:
- prezes zarządu
- wiceprezes zarządu ds. ekonomiczno-finansowych
- wiceprezes zarządu ds. wsparcia biznesu.

Czynności nadzoru banku sprawuje 9-osobowa rada nadzorcza.

## Placówki

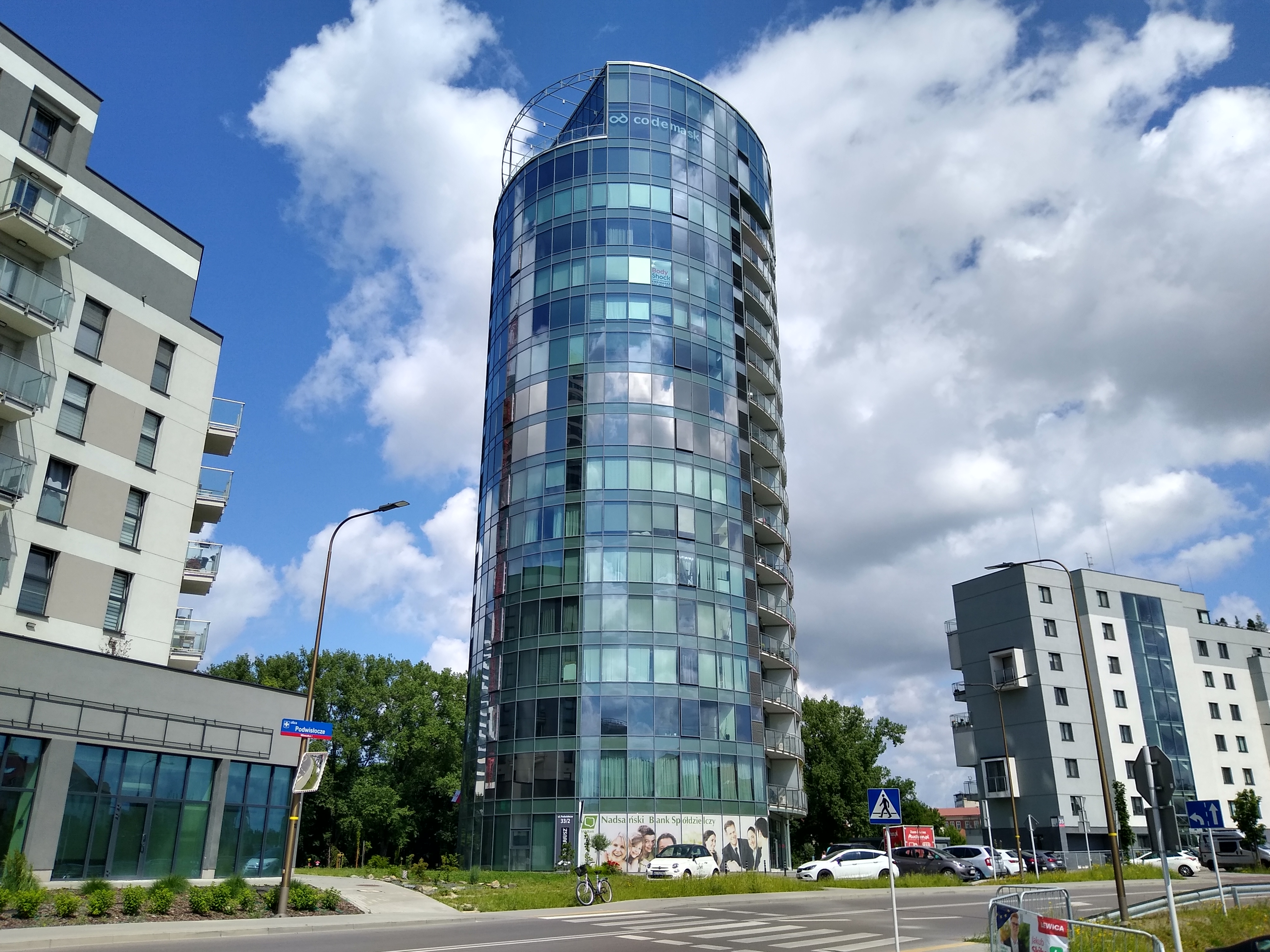
Oddział banku w Rzeszowie

- centrala w Stalowej Woli, ul. Okulickiego 56c
- oddziały:
  - Bojanów
  - Ulanów
  - Nowa Sarzyna
  - Jeżowe
  - Rzeszów
  - Kraków
- filie:
  - Rudnik nad Sanem
  - Krzeszów
  - Nisko
- punkty obsługi klienta:
  - Stalowa Wola (5 POK)
  - Przyszów
  - Nowa Sarzyna
  - Zaklików